# Carrickfergus (canción)
"Carrickfergus" es una canción popular irlandesa, con el nombre de la ciudad de Carrickfergus en el Condado de Antrim, Irlanda del Norte. Fue registrada por primera vez, bajo el nombre de "El barquero de Kerry", por Dominic Behan en un LP llamado "The Irish Rover", lanzado en 1965. Casi la misma versión fue grabada posteriormente por los Clancy Brothers.

## Origen
Los orígenes de la canción no son claros, pero la melodía ha sido encontrada en una canción en lengua Irlandesa, "Do Bhí Bean Uasal" ("Había una mujer de la Nobleza"), que se atribuye al poeta Cathal Buí Mac Giolla Ghunna, que murió en 1745 en el Condado de Clare. El coleccionista de música George Petrie obtiene dos registros de esta melodía de su compañero coleccionista Patrick Joyce. Joyce las trajo de Ballyorgan en la Montañas de Ballyhoura, en las fronteras de los condados de Limerick y Cork. Petrie escribió que creía que "Do Bhí Bean Uasal" vino del Condado de Clare o del Condado de Limerick, y fue en cualquier caso una canción de monasterio.
Una versión de la canción apareció en una hoja de balada en la Ciudad de Cork, a mediados del siglo XIX en lenguaje macarrónico. La letra en irlandés es acerca de un hombre que está siendo engañado, subida de tono y humorística. Por el contrario, la letra en inglés es nostálgica.
Robert Gogan sugiere que Carrickfergus puede haber evolucionado a partir de al menos dos canciones separadas, lo cual explicaría por qué no tiene una narrativa consistente. Por ejemplo, la versión de Música Antigua de Irlanda, publicada por George Petrie en 1855, contenía una canción en lengua Irlandesa que se llama "Un Bhean Uasal", que contó con muchos, pero no todos los sentimientos que se utilizan en Carrickfergus. Gogan también se refiere a la grabación de una canción que se llama "Dulce Maggie Gordon", que se mantiene en la Música para la Nación, sección de la US Biblioteca del Congreso. Fue publicada por la Señora Paulina Lieder en Nueva York en 1880. Contiene versos que son similares a Carrickfergus, pero el estribillo está más cerca de otra canción popular Escocesa llamada "Peggy Gordon".
En los tiempos modernos, "Carrickfergus" se hizo conocida después de que el actor Peter O'Toole la muestra a Dominic Behan, que la pone en impresión y hace una grabación en 1965. En su libro, "Irlanda Canta" (Londres, 1965), Behan da tres versos de los que dice, que obtuvo dos versos de O'Toole y escribió el del medio él mismo.

## Interpretaciones
La canción ha sido grabada por muchos conocidos artistas, intérpretes o ejecutantes. Se trata de una petición popular en fiestas populares y conciertos, y se tocó durante 1999, en el funeral de John F. Kennedy, Jr., La canción fue más recientemente interpretada por Loudon Wainwright III durante los créditos de cierre de la serie Boardwalk Empire. Además, el cantautor ruso Aleksandr Karpov (alias"Aleksandr O'Karpov") ha traducido la letra en ruso, ha hecho la grabación de una versión en ruso de "Carrickfergus", también titulada "Zа синим морем, за океаном" (Za sinim morem, za okeanom - "más allá del azul del mar, más allá del océano").
La canción "The Water is Wide", tiene la misma melodía y muy similar letra en algunas líneas. Grabaciones han sido realizadas por muchos intérpretes, incluyendo a Bob Dylan, Pete Seeger, The Seekers y dos exmiembros de The Byrds, Roger Mcguinn y Chris Hillman.

## Grabaciones (no integral)
- The Dubliners, on the album Now (1975)
- Five Hand Reel, on the album For A' That (1977)
- Bryan Ferry, on the album The Bride Stripped Bare (1979)
- Loreena McKennitt, on the album Elemental (1985)
- Van Morrison and The Chieftains, on the album Irish Heartbeat (1988)
- Van Morrison, on the album Van Morrison: The Concert (1990)

- Boys of the Isle, on the album The Gold Collection Favorite Irish Songs (1997)
- Órla Fallon, on the album The Water Is Wide (2000)
- Charlotte Church, on the album Enchantment (2001)
- Lisa Kelly, on the album Lisa (2003)
- The Chieftains, on the album Live from Dublin: A Tribute to Derek Bell (2005)
- Celtic Woman, on the album Celtic Woman: A New Journey (2007)
- Irish Stew of Sindidun, on the album Dare to Dream (2008)
- Ronan Keating, on the album "Songs For My Mother" (2009)
- Katherine Jenkins, on the album Daydream (2011)
- Hayley Griffiths, on the album Celtic Rose (2011)
- 10,000 Maniacs, on the album Twice Told Tales (2015)
- Damien Leith, on the album Songs from Ireland (2015)
- By Toutatis, on the album The Beasts (2015)
- Dexys, on the album Let the Record Show: Dexys Do Irish and Country Soul (2016)